# Kose (commune)
Kose (en estonien: Kose vald ; autrefois en allemand : Kosch) est une municipalité rurale de la région d'Harju dans le nord de l'Estonie.

## Description
En octobre 2013, la commune de Kose a absorbé la commune de Kõue.
Son chef-lieu administratif est le bourg de Kose. La population de la commune s'élève à 5 877 habitants(01/01/2012). Elle s'étend sur 237,33 km2.

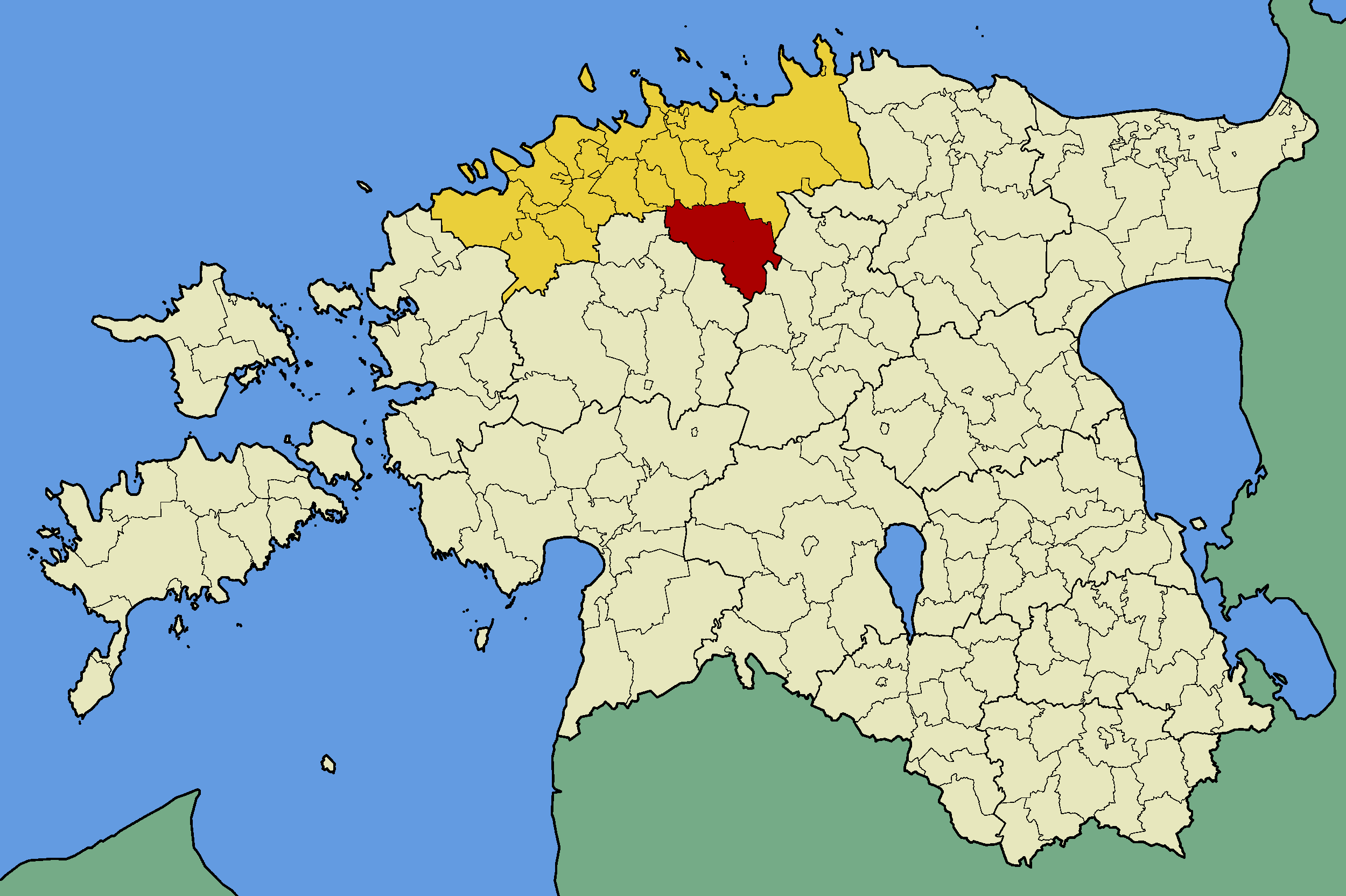
Commune de Kose (rouge)
dans le Harjumaa (jaune).

## Municipalité
La commune comprend six petits bourgs (alevik) et 58 villages ou hameaux : 

### Petits bourgs
Ardu, Habaja, Kose, Kose-Uuemõisa et Ravila

### Villages
Aela, Ahisilla, Äksi, Alansi, Harmi, Kadja, Kanavere, Kantküla, Karla, Kata, Katsina, Kirivalla, Kiruvere, Kolu, Kõrvenurga, Kõue, Krei, Kuivajõe, Kukepala, Laane, Leistu, Liiva, Lööra, Lutsu, Marguse, Nõmbra, Nõmmeri, Nõrava, Nutu, Ojasoo,  Oru, Pala, Palvere, Paunaste, Paunküla, Puusepa, Rava, Raveliku, Riidamäe, Rõõsa, Saarnakõrve, Sääsküla, Sae, Saula, Sõmeru, Silmsi, Tade,  Tammiku, Triigi, Tuhala, Uueveski, Vahetüki, Vanamõisa, Vardja, Vilama, Virla, Viskla et Võlle.

## Démographie
La population de Kose à évolué comme suit,:: 
| Année     | 2016 | 2017 | 2018 | 2019 | 2020 | 2021 | 2022 |
| --------- | ---- | ---- | ---- | ---- | ---- | ---- | ---- |
| Habitants | 7066 | 7103 | 7110 | 7138 | 7177 | 7211 | 7451 |

## Galerie

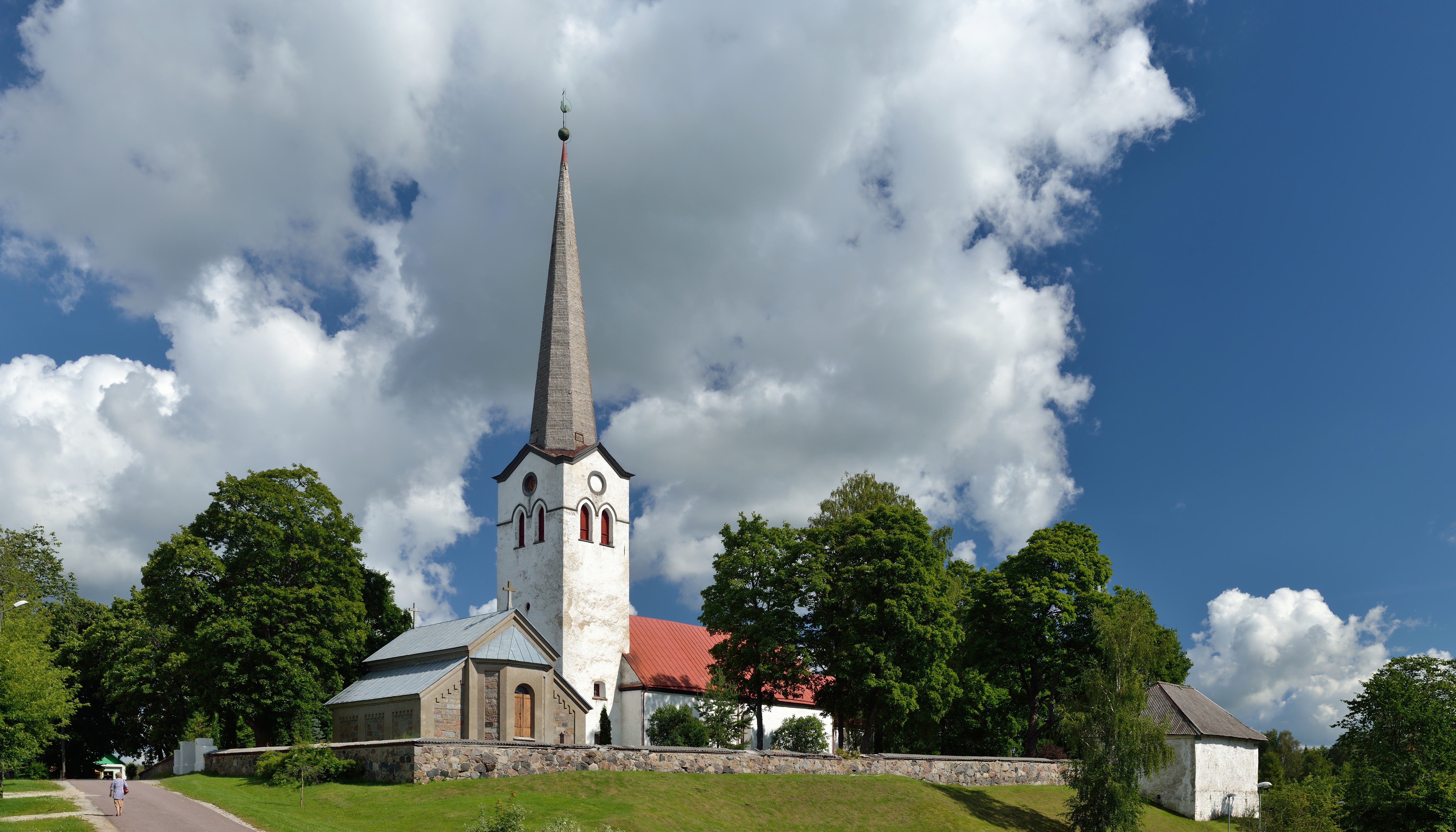
Êglise de Kose
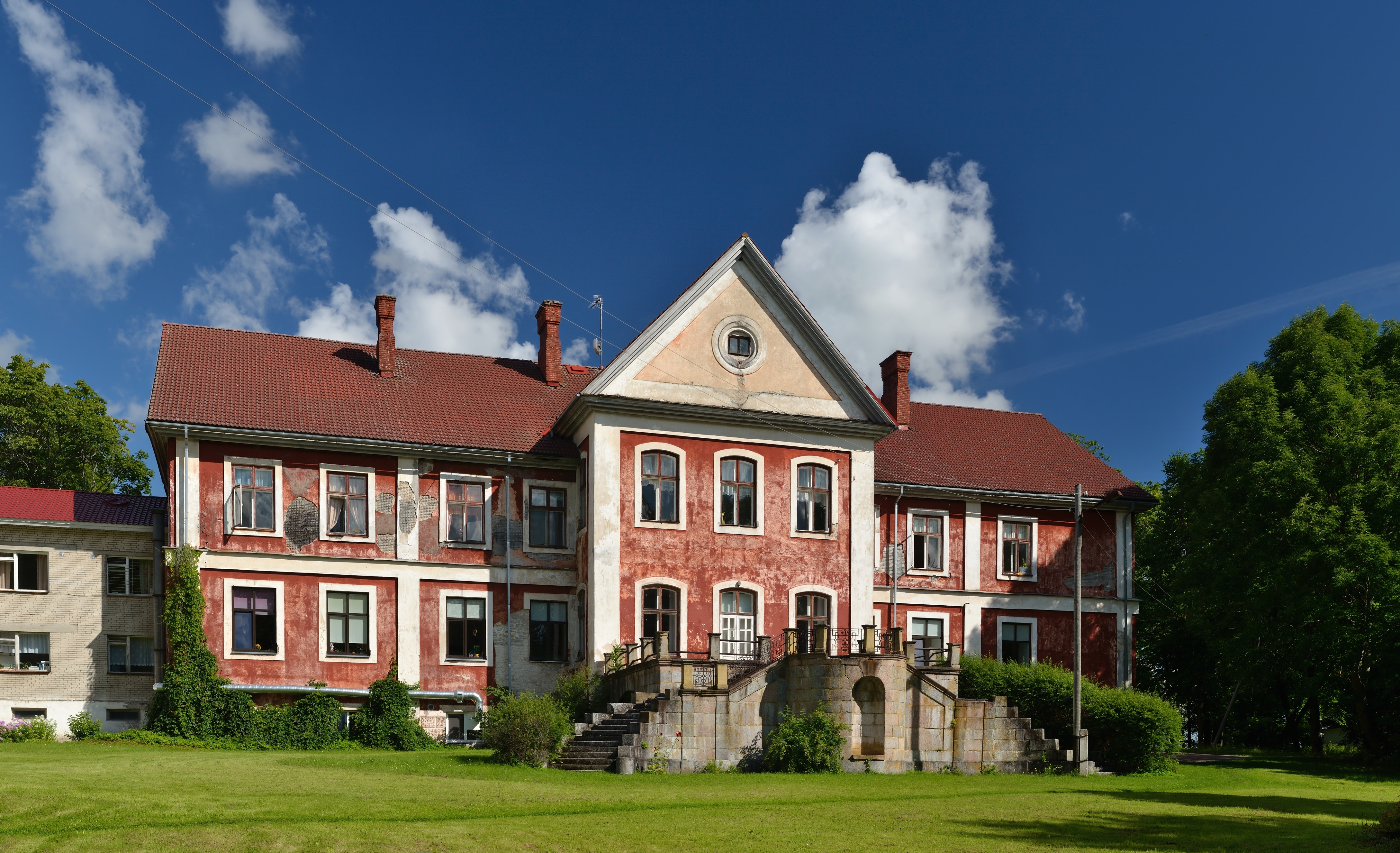
Manoir de Ravila
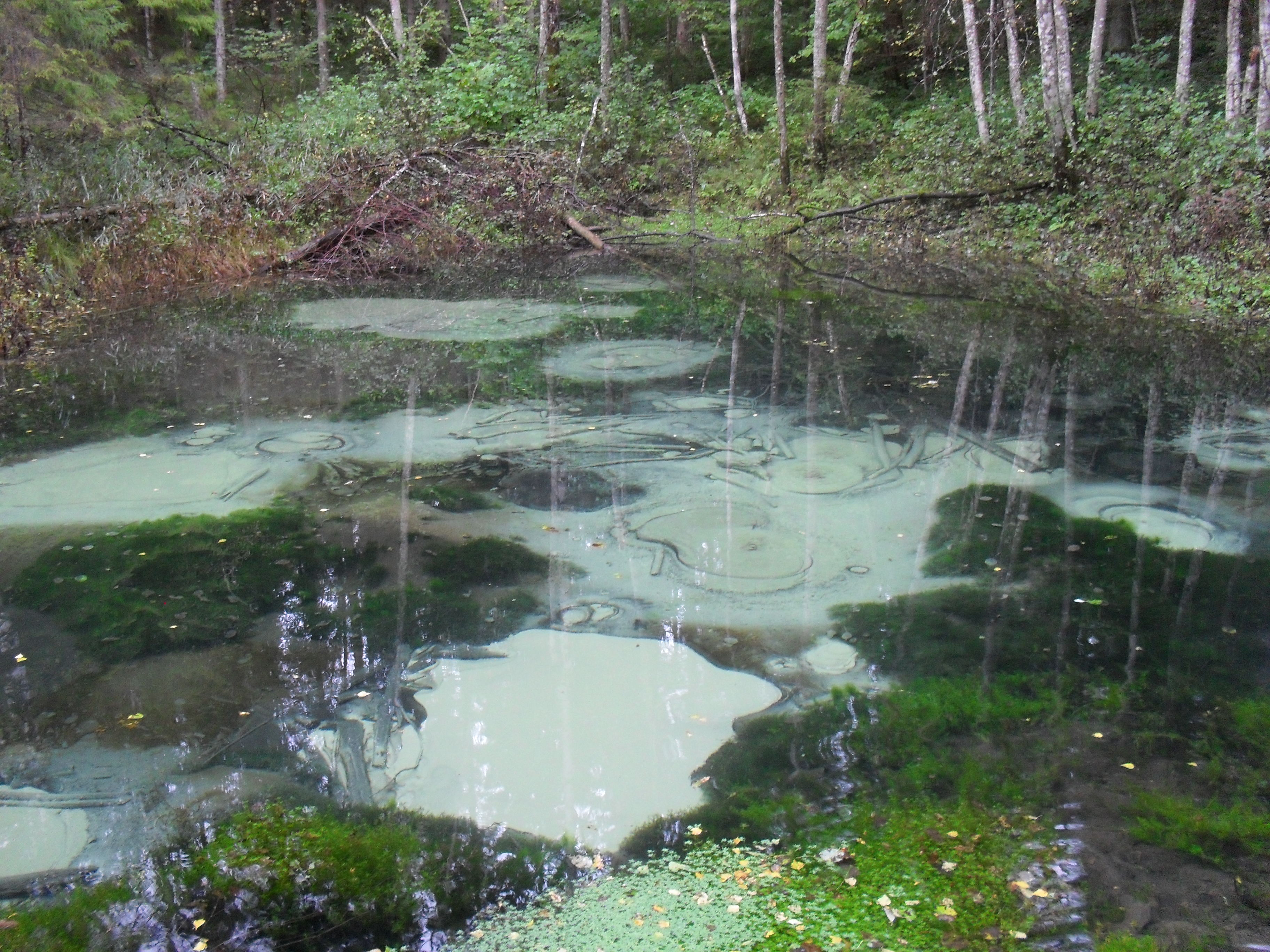
Saula

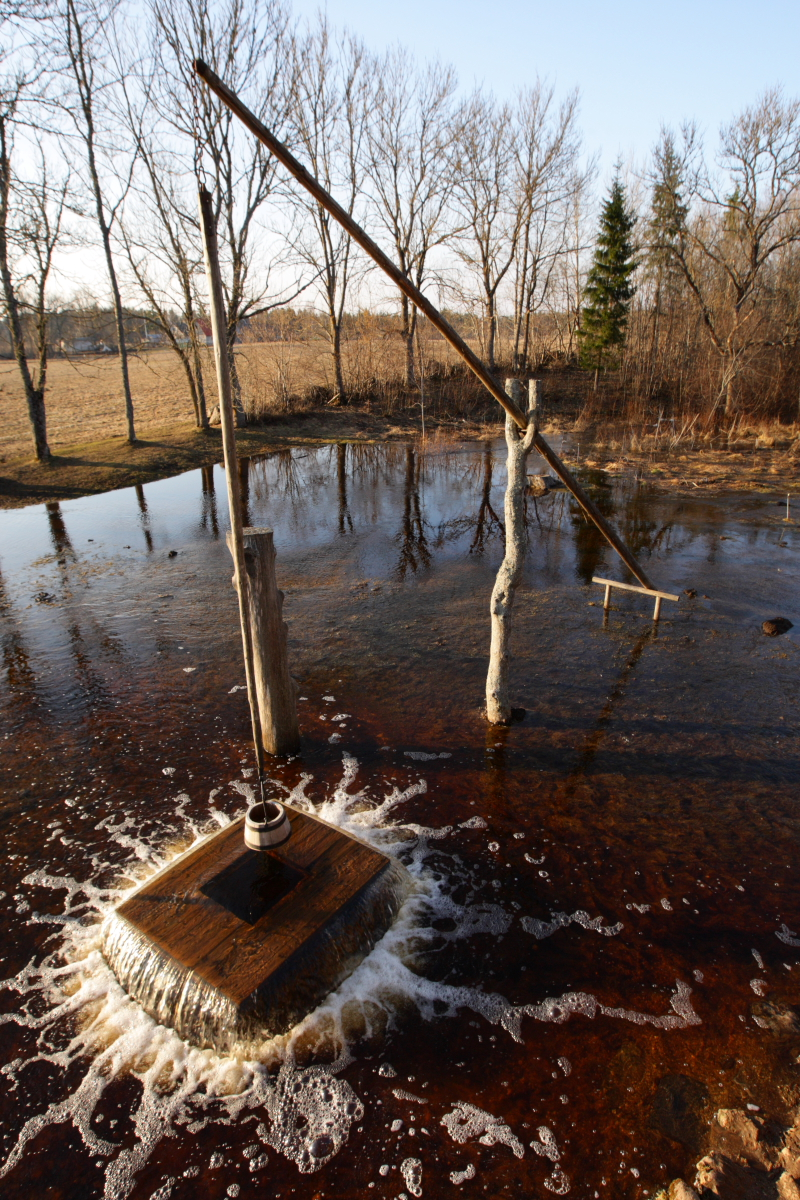
Puits aux sorcières de Tuhala
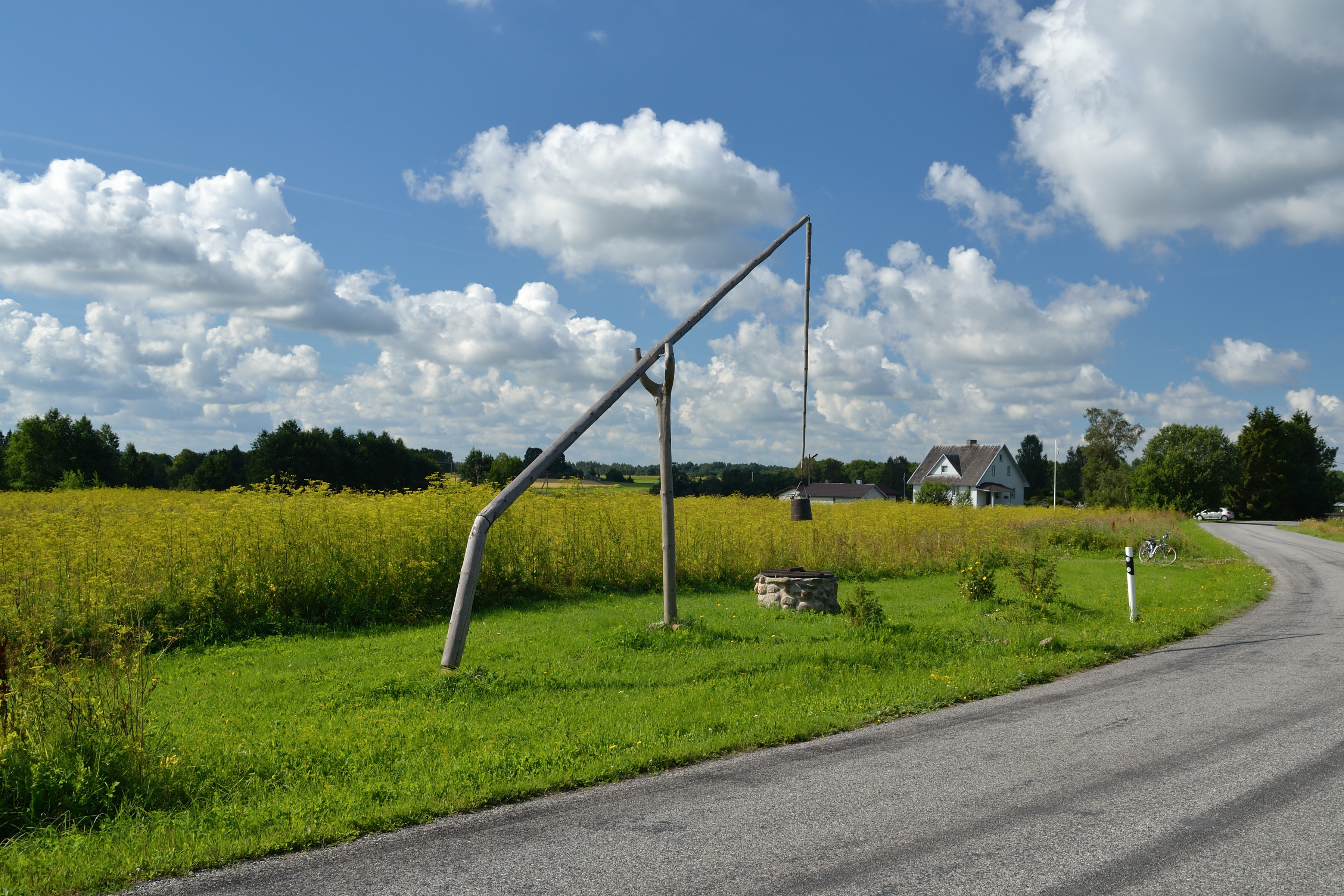
Võlle
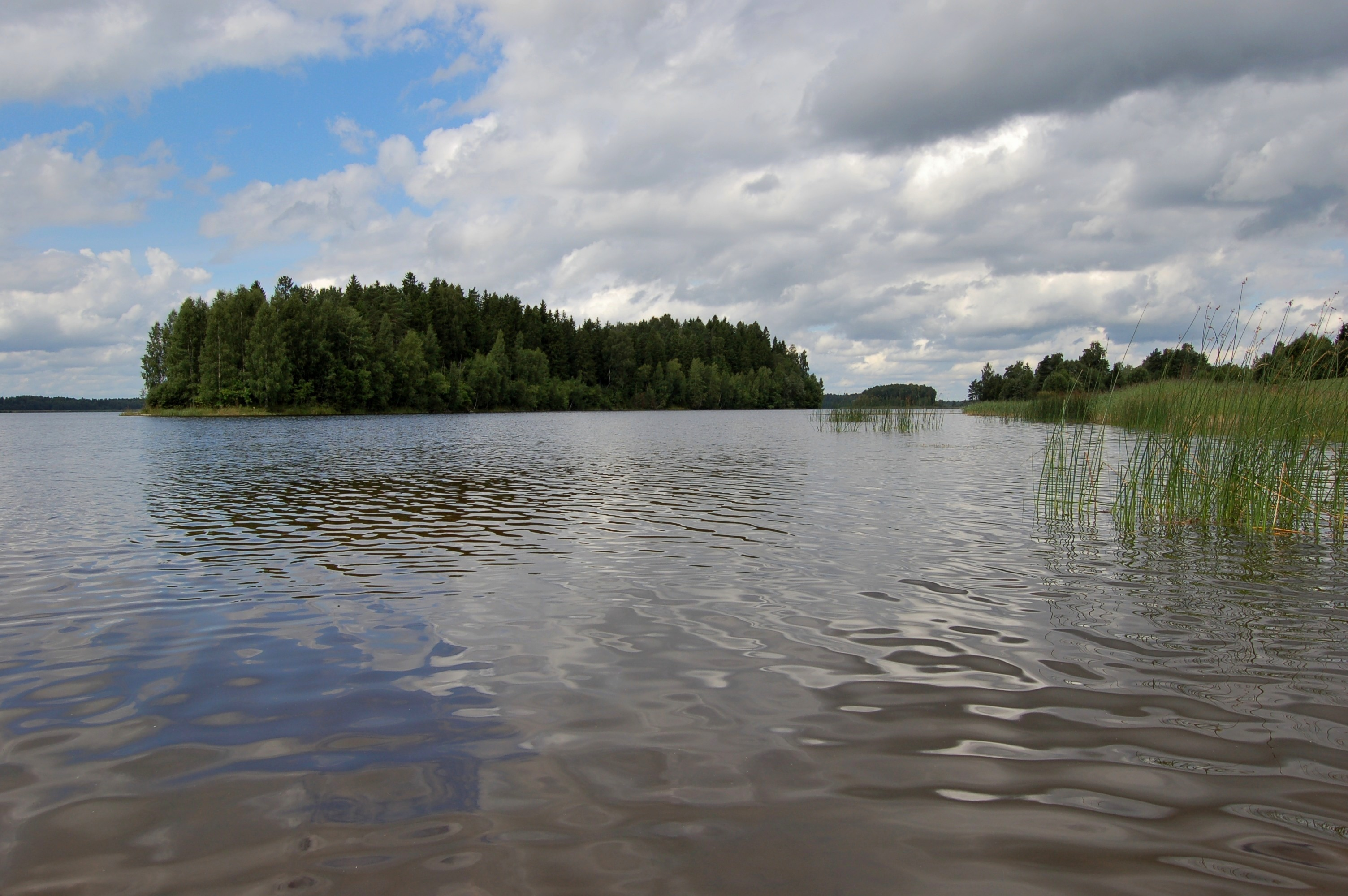
Réservoir de Paunküla